# Красная Грива (Новосибирская область)
Кра́сная Гри́ва — посёлок в Доволенском районе Новосибирской области России. Административный центр Красногривенского сельсовета.

## География
Площадь посёлка — 42 гектара.

## История
Основан в 1922 году. В 1926 году в посёлке проживало 70 человек, преобладающая национальность — русские.

## Население
| 2002 | 2007 | 2010 |
| ---- | ---- | ---- |
| 348  | ↘323 | ↘314 |

## Инфраструктура
В посёлке по данным на 2007 год функционируют 1 учреждение здравоохранения, 2 образовательных учреждения.